# Olga Martynova
Olga Martynova (in russo Мартынова, Ольга Борисовна?; Dudinka, 1962) è una scrittrice russa-tedesca, autrice di poesie in Russia e di saggi in Germania.

## Biografia
Nata nel 1962 a Dudinka, Krasnoyarsk Krai, in Russia,                                 Olga Martynova è cresciuta a Leningrado laureandosi in lingua e letteratura russa all'Istituto pedagogico di Leningrado. Attiva in vari circoli letterari (era impegnata nel gruppo di traduzione dall'inglese di E. L. Linetskaya), per la poesia frequentava il circolo  Oberiu. 
Dopo un periodo a Berlino nel 1990, nel 1991 si trasferisce a Francoforte sul Meno con suo marito, Oleg Yuriev, e il loro figlio Daniel.
A Francoforte traduce in tedesco tre libri di poesia scritti quando era a Leningrado. E poi comincia scrivere principalmente in tedesco romanzi e saggi. Nel 2003 è pubblicata una raccolta di saggi selezionati sulla letteratura "Wer schenkt was wem" (Rimbaud Verlag, Aachen), nel 2010 esce il romanzo "Sogar Papageien überleben uns" ("Anche i pappagalli ci sopravvivono")  (Literaturverlag Droschl, Graz) in cui racconta in brevi schizzi la storia di uno studioso letterario di San Pietroburgo in Germania a causa di una conferenza letteraria, e che cerca di riconnettersi con la sua ex amante. Il libro è entrato nella lista dei candidati al German Book Prize e nella rosa dei candidati al premio Aspekte-Literature.
Nel 2012 Martynova ha vinto il prestigioso Ingeborg-Bachmann-Prize con il suo testo "Ich werde sagen: "Hi!".  La storia, con riferimenti alla storia culturale, si concentra su un giovane che sperimenta il risveglio simultaneo di sentimenti erotici e un interesse per la poesia.
Martynova collabora regolarmente con i principali quotidiani in lingua tedesca (Die Zeit (Amburgo), Neue Zürcher Zeitung (Zurigo), Frankfurter Rundschau (Francoforte sul Meno), ecc.), ha pubblicato circa duecento articoli su periodici tedeschi e svizzeri. 
Olga Martynova è apparsa nel giornalismo letterario in lingua russa nel 2009, piuttosto per caso: ha tradotto il suo articolo pubblicato sulla Neue Zürcher Zeitung sulla riabilitazione delle idee estetiche del realismo socialista in una rivista giovanile. Questa pubblicazione ha suscitato un tale entusiasmo nel pubblico letterario che la rivista di rete su questioni culturali "OpenSpace.ru" ha chiesto all'autrice di fare una traduzione completa, che a sua volta ha causato altro interesse. La discussione dell'articolo "The Afterlife Victory of Socialist Realism" è andata gradualmente oltre i blog e i forum ed è proseguita nelle pubblicazioni online e "cartacee". La gamma delle reazioni va dal consenso in alcuni all'estrema aggressività in altri.
Alcuni dei saggi letterari in russo di Olga Martynova possono essere letti nella rivista di saggistica in rete "A Certain Number of Conversations" sul sito "New Luggage Storage". Olga Martynova è membro del club tedesco PEN .

## Vita privata
Sposata con il poeta, scrittore, critico letterario Oleg Yuryev (1959-2018) con il quale ha vissuto a Francoforte sul Meno dal 1991. La coppia ha avuto un figlio,  Daniil Yuryev (tedesco: Daniel Jurjew; nato nel 1988), traduttore di letteratura russa in tedesco (pubblicato, in particolare, un libro di traduzioni della prosa di Vsevolod Petrov nel 2019). Vivono a Francoforte sul Meno.

## Opere
Le poesie sono state tradotte (dal russo) in tedesco, inglese, italiano, albanese e francese. Articoli e saggi (dal tedesco) in russo, inglese, spagnolo, italiano, polacco, slovacco, bulgaro e danese. Prosa (dal tedesco) in inglese e spagnolo.

### Libri di poesia[4](in russo)
- Postup´yanvarskikh sadov (Il passo dei giardini di gennaio), Prometheus, Mosca, 1989
- Sumas`shedshiy kuznechik (Cavalletta pazza), San Pietroburgo 1994
- Chetyre vremeni nochi (Quattro ore della notte), San Pietroburgo 1998
- Frantsuzskaia biblioteka, Mosca 2007
- O Vvedenskom. O Chvirike i Chvirke / Issledovaniya v stikhakh, Mosca 2010

### Libri in tedesco
- Brief an die Zypressen, Rimbaud, Aachen, 2001 (poesia, tradotta dal russo da Elke Erb e Olga Martynova), ISBN 978-3-89086-736-6
- Wer schenkt was wem, Rimbaud, Aachen, 2003 (saggi e recensioni di libri), ISBN 978-3-89086-686-4
- In der Zugluft Europas, Das Wunderhorn, Heidelberg, 2009 (poesie, tradotte dal russo da Elke Erb e Olga Martynova, Gregor Laschen, Ernest Wichner, Sabine Küchler), ISBN 978-3-88423-327-6
- Sogar Papageien überleben uns (romanzo), Droschl, Graz, 2010 ISBN 978-3-85420-765-8  - "lista lunga" del German Book Prize (Deutscher Buchpreis) 2010, "lista ristretta" del premio letterario " Aspetti ”  ( aspekte-Literaturpreis) 2010, Piccolo premio Adelbert von Chamisso per il 2011
- Zwischen den Tischen: Olga Martynova und Oleg Jurjew imsayistischen Dialog (saggio), Bernstein, Bonn, 2011 ISBN 978-3-939431-73-2
- Von Tschwirik und Tschwirka (poesia), Droschl, Graz, 2012 ISBN 978-3-854208
- Mörikes Schlüsselbein (romanzo), Droschl, Graz, 2013 ISBN 978-3-85420-841-9
- Der Engelherd (romanzo), S. Fischer, Francoforte sul Meno, 2016 ISBN 978-3-10-002432-9
- Über die Dummheit der Stunde (saggio), S. Fischer, Francoforte sul Meno, 2018 ISBN 978-3-10-002433-6

### Edizione bilingue (russo e tedesco)
- Rom liegt irgendwo in Russland (insieme a Elena Schwartz), Vienna, 2006 (poesia, tradotta dal russo da Elke Erb e Olga Martynova) ISBN 978- 3- 901118-57-9

## Premi e riconoscimenti
- 2000  - Premio Hubert Burda per poeti dell'Europa orientale e meridionale
- 2010  - "Lunga lista" del German Book Prize (Deutscher Buchpreis) con il romanzo "Sogar Papageien überleben uns"
- 2010  - "Shortlist" del premio "Aspects" del canale televisivo tedesco ZDF con  il romanzo "Sogar Papageien überleben uns"
- 2010  - Premio " New Storage Chamber " per la poesia "The Death of a Poet"
- 2010  - Babochka Aronzona (Farfalla di Aronzon), premio annuale del sito letterario "Novaya kamera khranenia" per la poesia dell'anno[5]
- 2011  - Premio Adelbert von Chamisso per il romanzo "Sogar Papageien überleben uns"
- 2011  - Premio Roswitha.
- 2012  - Premio Ingeborg Bachmann (uno dei premi più significativi della letteratura in lingua tedesca)
- 2015  — Premio letterario della città di Berlino[6]